# Flics et Hors-la-loi
Albums de Gomez et Dubois
La Garde
(2000) Rap Stories
(2007)
Flics et Hors-la-loi (commercialement stylisé Flic$ & Hor$ La Loi) est un album commun de Gomez et Dubois, deux flics ripoux plus attirés par l'argent et la corruption que par la justice qu'ils sont censés défendre. Cet album à l'humour décalé à ne pas prendre au premier degré fait suite à la chanson Gomez et Tavares : Les Ripoux présente sur la compilation Mission Suicide de Kilomaître et qu'on peut retrouver ici en titre bonus, avec Dadoo de KDD qui n'a pas souhaité poursuivre l'expérience et a donc été remplacé par Faf Larage.
C'est également la bande originale du film Gomez et Tavarès, film réalisé par Gilles Paquet-Brenner et inspiré par la chanson du même nom extrait de la compilation Mission Suicide.

## Liste des titres
1. Gomez et Dubois - 2:54
2. Jour de paye (Interlude) - 0:22
3. Faut que tu raques ! - 3:35
4. Les séries (feat. Taïro) - 4:08
5. Hôtel commissariat (feat. China) - 4:49
6. Marcel Murat (Mn'M) - 4:44
7. Gilet pare-balles vol.4 (feat. DJ IGN) (Interlude) - 1:29
8. Tolérance Zéro (feat. Dood) - 3:51
9. Cosette (feat. Rona Hartner) - 5:12
10. Recrutement (Guests : Alias & Djam-L) - 3:55
11. Dans le fourgon (Come On !) (Interlude) - 0:54
12. Ronde de nuit (feat. Amine) - 4:50
13. Chez Djamel - 3:41
14. Le 3e Doigt - 3:39
15. Road Movie - 4:43
16. [BONUS TRACK] Gomez et Tavarès : Les Ripoux (feat. Dad PPDA de KDD) - 3:52
17. Le psy qu'analyse (titre caché) - 8:28

## Singles extraits
Hotel commissariat (featuring China)
Ronde de nuit (featuring Amine)